# Kulgayuk
Der Kulgayuk ist ein etwa 187 km langer Zufluss des Queen Maud Gulf in Nunavut in Kanada. Der Flussname kommt aus der Sprache Inuktitut. Bis September 2012 hieß der Fluss offiziell noch „Tingmeak River“.

## Flusslauf
Der Kulgayuk entspringt 134 km ostnordöstlich der verlassenen Siedlung Bathurst Inlet auf einer Höhe von etwa 200 m. Er fließt anfangs knapp 30 km nach Norden. Anschließend fließt der Kulgayuk knapp 8 km nach Südosten. Auf den unteren 150 Kilometern fließt er nach Norden und mündet schließlich in eine kleine verzweigte Bucht im Westen des Queen Maud Gulf. 4 km oberhalb der Mündung zweigt ein großer Mündungsarm links ab. Anderthalb Kilometer weiter westlich befindet sich die Flussmündung des Amitturyuap Kuugaa (vormals Kuugaarjuk River). Der Kulgayuk durchfließt im äußersten Westen des Vogelschutzgebietes Ahiak Migratory Bird Sanctuary die Tundralandschaft des Kanadischen Schildes. Das Einzugsgebiet des Kulgayuk grenzt im Osten und im Süden an das des Kuunajuk (vormals Ellice River).